# 北赖
北赖（舊譯新路頭），是马来西亚槟城州威中县的一个城镇，也是北海市郊，北临北海市区，东临诗不朗再也。北赖也因坐落在槟威大桥和槟城港口旁而不断发展，衍生出诗不朗再也卫星市。

## 花园住宅区
- 才能园（Taman Chai Leng）
- 凤凰花园（Taman Inderawasih）
- 金沙园（Taman Kimsar）
- 甘榜玛尼斯（Kampung Manis）
- Kampung Main Road
- 北赖乌达玛花园（Taman Perai Utama）
- 士南宜花园（Taman Senangin）
- Taman Kepar
- 金花园（Taman Emas）
- 北赖花园（Taman Emas）
- 国能宿舍区（Perumahan TNB）
- 沙滨花园（Taman Supreme）
- 北赖再也（Bandar Perai Jaya）
- Taman Mega
- 龙凤花园（Taman Nagasari）